# Bataille de Totopotomoy Creek
Guerre de Sécession
Batailles
Campagne terrestre
- Wilderness
- Spotsylavnia C.H.
- Yellow Tavern
- Meadow Bridge
- North Anna
- Wilson's Wharf
- Pamunkey
- Haw's Shop
- Totopotomoy Creek
- Old Church
- Cold Harbor
- James River
- Trevilian Station
- Saint Mary's Church

La bataille de Totopotomoy Creek local i/tᵻˈpɒtoʊmiː/, aussi appelée la bataille de Bethesda Church, Crumps Creek, Shady Grove Road, et Hanovertown, est une bataille située dans le comté de Hanover, en Virginie, du 28 au 30 mai 1864, pendant la campagne de l'Overland du lieutenant général de l'Union Ulysse Grant contre l'armée de Virginie du Nord du général confédéré Robert E. Lee.
Alors que Grant continue ses tentatives pour manœuvrer autour du flanc droit de Lee et de l'attirer dans une bataille générale à découvert, Lee perçoit une occasion d'attaquer le Ve corps qui avance, sous les ordres du major général Gouverneur K. Warren avec le deuxième corps du lieutenant général Jubal Early. Les divisions de Early, sous les ordres des majors généraux Robert E. Rodes et Stephen Dodson Ramseur repoussent les troupes de l'Union vers Shady Grove Road, mais l'avance de Ramseur est arrêtée par un feu féroce d'infanterie et d'artillerie. Grant ordonne à ses autres commandants de corps de mener une attaque de soutien sur toute la ligne confédérée, qui est retranchée derrière Totopotomoy Creek, mais seul le IIe corps du major général Winfield S. Hancock traverse le ruisseau ; il est rapidement repoussé. Après l'échec de la bataille, l'armée de l'Union reprend ses mouvements vers le sud-est et vers la bataille de Cold Harbor.

## Contexte

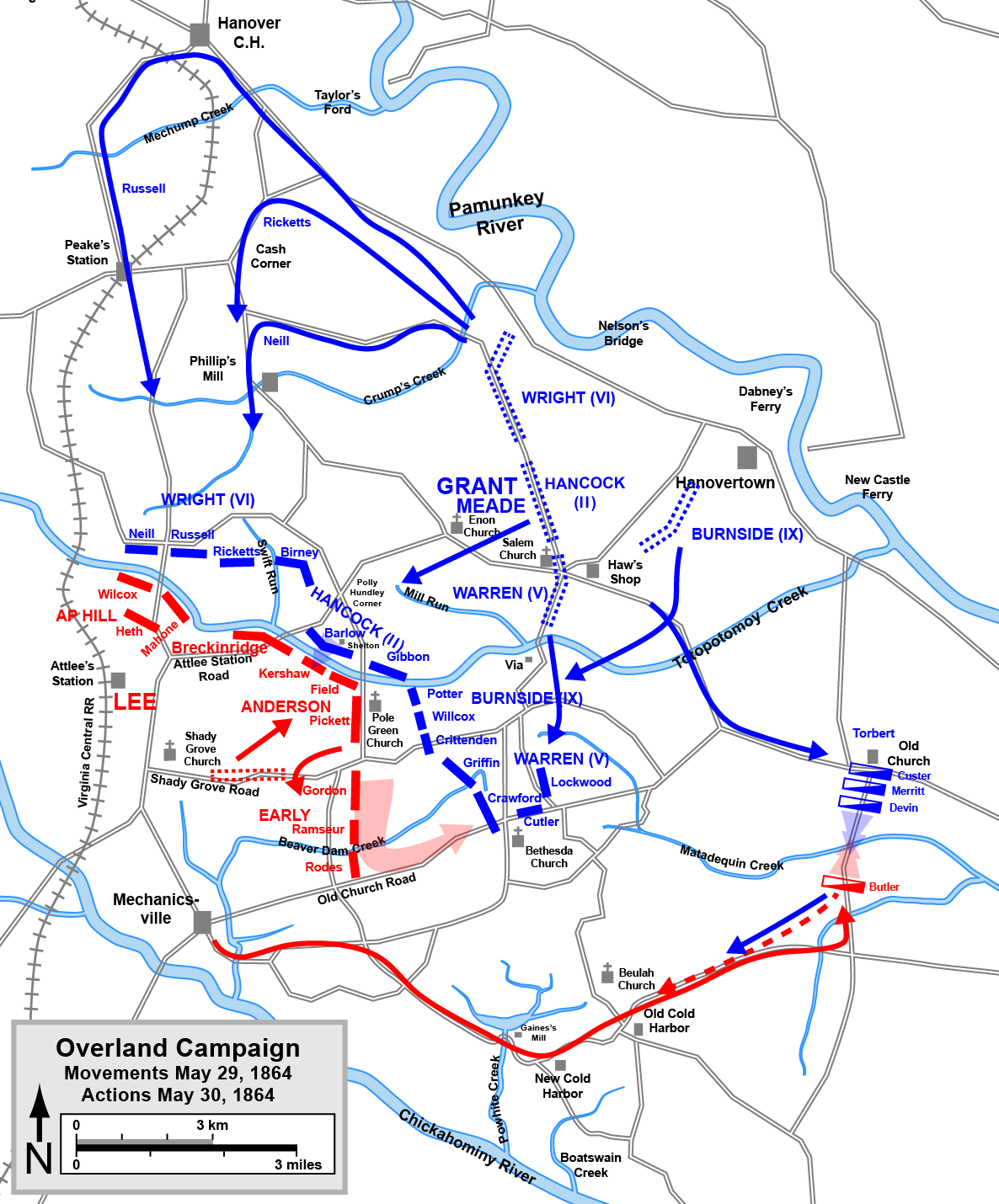
Les mouvements lors de la campagne de l'Overland, 29 mai, et les actions du 30 mai 1864
Confederate
Union

Après que l'armée de Grant échappe au piège que Lee a mis en place à la bataille de North Anna, elle commence à se déplacer à nouveau autour du flanc droit de l'armée de Lee, dans la continuité de la manœuvre qui a caractérisé la campagne tout au long de mai 1864. Il chemine au sud-est sur la rive nord de la rivière Pamunkey, en espérant trouver le lieu approprié pour percer les lignes de Lee. Le 27 mai, la cavalerie de l'Union établit une tête de pont sur la rive sud de la rivière, près de la Hanovertown Ford. Alors que l'infanterie de Grant traverse, les divisions de cavalerie des deux armées livre un combat stérile à la bataille de Haw's Shop le 28 mai.
L'armée de Lee est dans une situation précaire alors qu'elle reste dans les tranchées derrière Totopotomoy Creek. Bien que l'action de cavalerie à Haw's Shop donne à Lee de précieux renseignements qui indiquent la voie d'approche de Grant, les confédérés sont à court de provisions, en raison de l'interruption par l'Union du Virginia Central Railroad. Ils sont aussi à court d'hommes. Lee demande que le Général P. G. T. Beauregard lui envoie des renforts pris sur son armée de 12 000 hommes, relativement inactifs alors qu'ils neutralisent l'armée du major général Benjamin Butler à Bermuda Hundred. Beauregard refuse d'abord la demande de Lee, invoquant la menace potentielle de Butler. Lee est déterminé en dépit de cette déception, et en dépit de la persistance de sa récente dysenterie à North Anna. Il écrit au président Davis, « si le général Grant avance demain, je vais l'engager avec ma force actuelle ». Le 30 mai, les appels au président confédéré Jefferson Davis obligent Beauregard à lâcher et à envoyer 7 000 hommes, la division du major général Robert Hoke, pour rejoindre Lee.
Le 29 mai, l'armée de Grant avance au sud-ouest pour affronter Lee. comme la plupart de sa cavalerie est occupée ailleurs, il décide d'utiliser l'infanterie pour une mission de reconnaissance en force. Le IIe corps du major général Winfield S. Hancock suit la route de Richmond-Hanovertown (aussi connue comme la route d'Atlee Station) vers le ruisseau. Trouvant que Lee est fermement ancré sur l'autre rive, les hommes de Hancock commencent à creuser. Le Ve corps, sous les ordres du major général Gouverneur K. Warren étend la ligne du II corps à gauche, plaçant la division du brigadier général Charles Griffin de l'autre côté du ruisseau sur la route de Shady Grove. Le VIe corps du major général Horatio G. Wright est envoyé au nord-ouest de Hanovertown vers Hanover Cour House, menée par la division du brigadier général David A. Russell. Le IX corps du major général Ambrose Burnside est en réserve près de Haw's Shop et le corps de cavalerie du major général Philip Sheridan est loin sur la gauche de l'Union, près d'Old Church. La ligne confédérée, de gauche à droite, est composée du corps du lieutenant général. A. P. Hill, la division indépendante du major général John C. Breckinridge, tout juste de retour de la vallée de la Shenandoah, et des corps du major général Richard H. Anderson et du lieutenant général. Jubal A. Early. Aucune action au-delà d'une escarmouche mineure a lieu au cours de la journée.
La bataille sera livrée le long de Totopotomoy Creek, près du champ de bataille de Gaines' Mill de 1862, à Hanover et à Bethesda Church, au nord de Gaines' Mill et d'Old Cold Harbor.

## Bataille

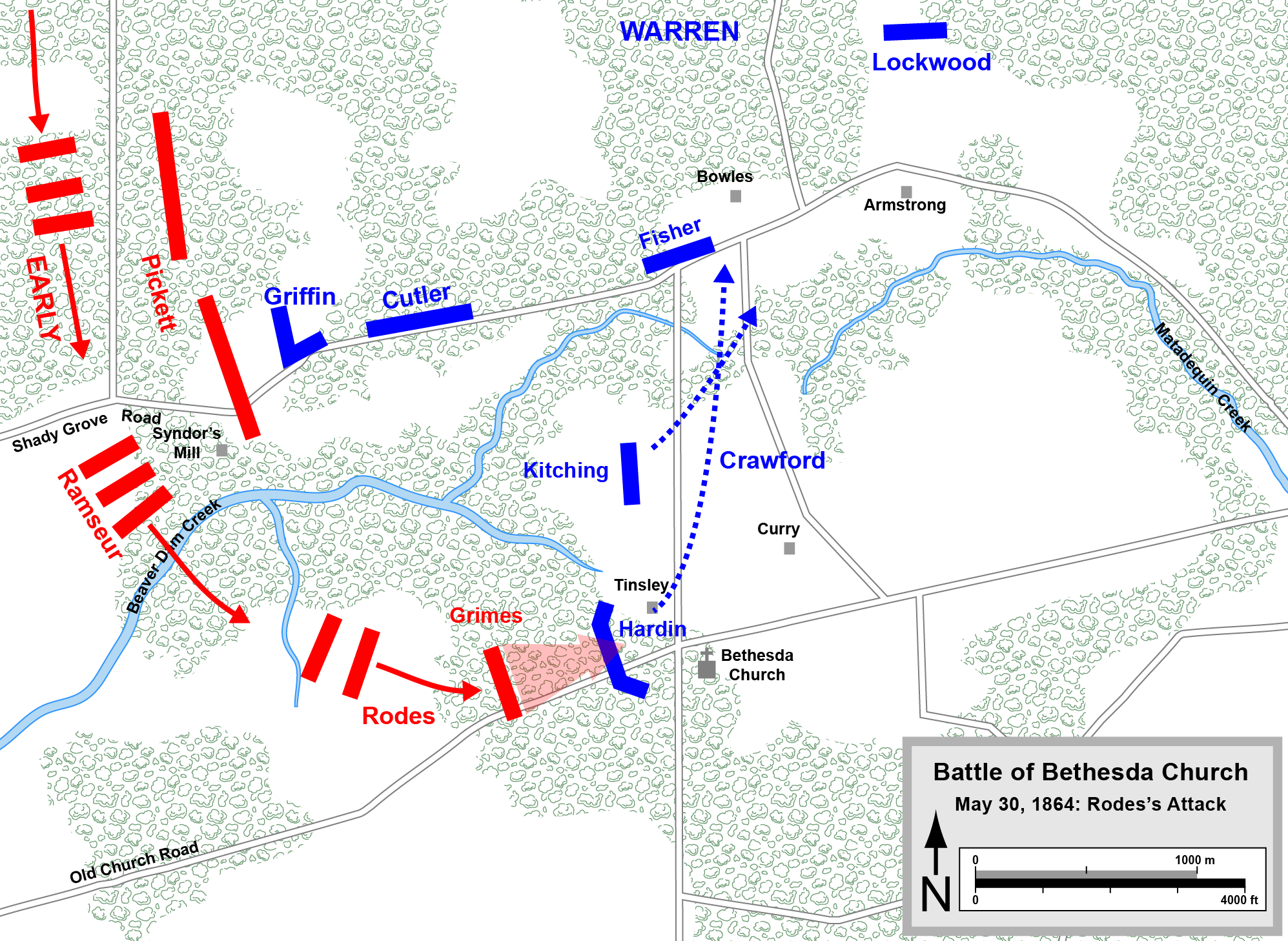
Bataille de Bethesda Church, attaque de Rodes.

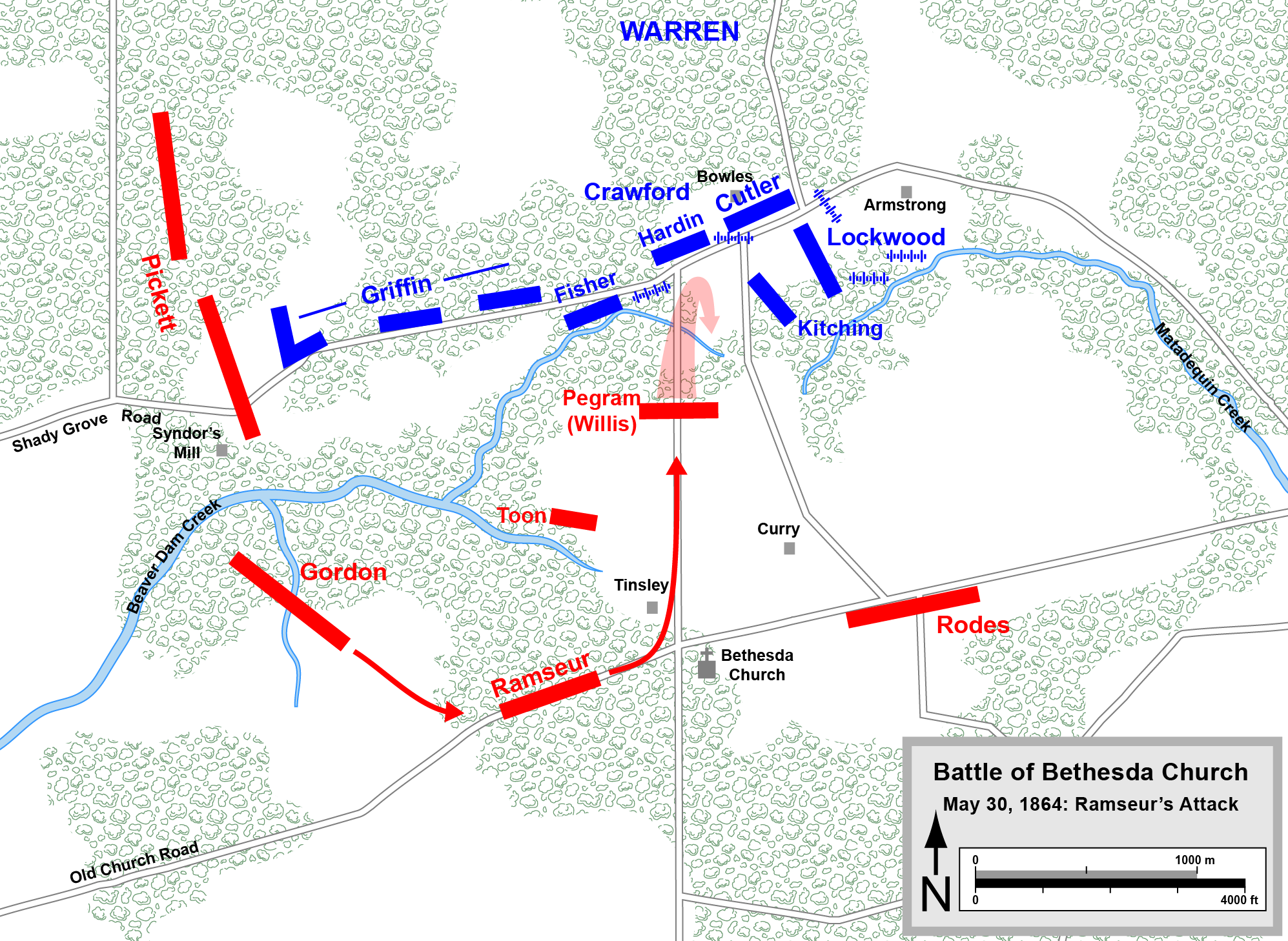
Bataille de Bethesda Church, attaque de Ramseur

Grant commence une avance générale le 30 mai. Le corps de Wright doit se déplacer au sud, contre A. P. Hill sur la gauche confédérée, tandis que Hancock attaque à travers le ruisseau contre Breckinridge au centre, et Warren se déplace vers l'ouest vers Early le long de la route de Shady Grove. L'avance de Wright s'enlise dans la terre marécageuse près de Crump's Creek, retardant son VIe corps jusqu'à la fin de la journée. Les tirailleurs de Hancock capturent quelques-uns des trous d'hommes de Breckinridge, mais font peu de progrès contre la principale ligne confédérée. Le major général George G. Meade (qui commande l'armée du Potomac, sous la supervision de Grant) ordonne au corps de réserve de Burnside d'aider Hancock, mais il arrive trop tard dans la journée pour avoir un effet sur la bataille. Sur la gauche de l'Union, Warren déplace le reste de son V corps à travers le ruisseau et se déploie sur la route de Shady Grove. Il commence à sonder l'ouest le long de la route, Griffin en tête suivi par les divisions du major général Samuel W. Crawford et du brigadier général Lysander Cutler.
Lee interprète ces mouvements comme une continuation de la stratégie de campagne de Grant de se déplacer autour du flanc droit confédéré et vers le sud-est. Il ordonne au corps de Early, qui est retranché en travers du chemin de Warren d'attaquer le V corps avec l'aide du corps d'Anderson. Early prévoit d'envoyer la division du major général Robert E. Rodes par une marche de contournement le long de la route d'Old Church, tournant au nord à Bethesda Church, et de suivre les chemins que sa cavalerie a déjà coupés à travers les broussailles pour défoncer les arrières de Warren.
Alors que le Ve corps avance lentement, Warren est dévient préoccupé par la sécurité de son flanc gauche. Il dirige la division de Crawford pour se déplacer vers le sud le long d'une piste de ferme vers la route d'Old Church, où ils érigent de simples parapets. Crawford envoie vers l'avant la brigade du colonel Martin Davis Hardin, les hommes de la réserve de Pennsylvanie dont les inscriptions arrivent à échéance le même jour, l'un de ses régiments, le 13th Pennsylvania Reserves, peut d'ores et déjà bénéficier de la démobilisation. À leur droite se trouvent deux grands régiments mais inexpérimentés, sous les ordres du colonel J. Howard Kitching. Les hommes de Rodes marchent directement sur la brigade de Hardin, à environ midi et les mettent en déroute. La retraite vers l'arrière de Beaver Dam Creek est contagieuse et la formation de l'ensemble de la division de Crawford s'effondre, exposant le flanc gauche du Ve corps.
Malheureusement pour les confédérés, Rodes perd le contrôle de ses hommes, qui courent au-delà de leurs objectifs et descendent dans la confusion. Rodes hésite à continuer avec le plan d'Early, qui l'appelle pour qu'il pousse vers le nord, dans la zone arrière du corps de Warren. Une bonne partie du corps d'Early est encore en colonne de marche. Aussi, le corps d'Anderson, qui est censé soutenir Early, est retardé en arrivant. Warren commence à mettre son corps pour faire face au sud à Early et Crawford qui se sont réformés sur le chemin de la ferme. La division de Griffin se met en mouvement pour le soutenir et l'artillerie du Ve corps, sous les ordres du colonel Charles S. Wainwright, arrive et met en place plusieurs batteries au nord de la route de Shady Grove, sur la gauche de Crawford. La division de Griffin s'enterre sur la droite de Crawford.
Le major général Stephen Dodson Ramseur du corps d'Early, nouvellement promu au commandement de la division, charge par imprudence l'artillerie de l'Union à 18h30 heures, L'assaut est mal conçu dans de nombreuses dimensions, et Early donne son accord qu'à contrecœur. La division de Gordon est encore en cours de déploiement et ne peut pas soutenir l'attaque. Les hommes de Rodes sont trop occupés à protéger la droite de la Confédération pour l'aider. La brigade de Ramseur sous les ordres du brigadier général Thomas F. Toon est clouée au sol par le feu fédéral sur son flanc gauche à découvert. Par conséquent, la seule brigade qui attaque celle de Pegram commandée par le colonel Edward Willis. Ils avancent héroïquement sous le feu croisé nourri de fusils et de tirs de canon et sont en mesure de s'approcher à moins de 50 mètres de la position de l'Union. Willis est mortellement blessé et la brigade recule jusqu'à son point de départ.
L'attaque de Ramseur est une contre attaque coûteuse, mais l’héroïsme des soldats du sud gagne l'admiration des soldats de l'Union qui en sont témoins. L'historien du 13th Pennsylvania Reserves raconte l'événement : « Le massacre était tellement écœurant que le commandant Hartshorne sauta sur ses pieds et a appelé ses assaillants à se rendre. Quelques centaines l'ont fait. Rebelles ou non rebelles, leur comportement et leur allure lors de la charge, avaient gagné l'admiration de leurs ravisseurs, qui n'ont pas hésité à l'exprimer ». Un survivant de Virginie se rappelle, « notre ligne a disparu comme par magie. Chaque brigade, personnel et officier de terrain a été fauché, (essentiellement tué sur le coup) en si peu de temps ».
Meade ordonne un assaut général à travers la ligne pour soulager la pression sur Warren, mais aucun de ses chefs de corps ne sont en position de s'y conformer immédiatement. Cependant, Warren et ses hommes s'extirpent eux-mêmes de leur situation sans aide supplémentaire. L'échec de la division de Ramseur décourage Early et il ordonne à son corps de se retirer à une courte distance vers l'ouest. Il blâme Anderson, de ne pas être arrivé à temps pour aider, mais les soldats blâment Ramseur, qui a ordonné la charge sans une reconnaissance suffisante.
Tandis que l'infanterie combat au ruisseau et à l'église, la cavalerie des deux armées s'affrontent à l'est au-delà de Matadequin Creek lors de la bataille d'Old Church.

## Conséquences
Les pertes fédérales s'élèvent à 731 (679 tués et blessés, 52 capturés), contre 1 593 (263 tués, 961 blessés, 369 manquants/capturés) confédérées. Le colonel confédéré Edward Willis, un ancien membre populaire de l'état-major de Stonewall Jackson, est mortellement blessé au cours de l'assaut inconsidéré de Ramseur. Le brigadier général confédéré James B. Terrill est également tué à Bethesda Church.
Plus préoccupant pour Lee que l'attaque manquée d'Early est l'information qu'il reçoit que des renforts se dirigent vers Grant. La division de Hoke vient de quitter Bermuda Hundred, les 16 000 hommes du XVIIIe corps du major général William F. « Baldy » Smith sont retirés de l'armée de la James de Butler à la demande de Grant et ils descendent la James River et la rivière York jusqu'à Pamunkey. Si Smith se déplace de White House Landing en direction de l'ouest vers Cold Harbor, à 4 kilomètres huit cents (3 miles) au sud-est de Bethesda Church et sur le flanc gauche de Grant, la ligne fédérale étendue serait trop loin au sud pour que la droite confédérée ne la contienne. Lee envoie sa cavalerie sous les ordres du major général Fitzhugh Lee pour sécuriser le carrefour à Cold Harbor.
Il n'y avait aucun doute que toute l'armée de Lee... était proche et fortement retranchée. Grant... a déclaré catégoriquement qu'il ne se disputerait pas sur les travaux lourds
Le 31 mai, le IIe corps de Hancock franchit à nouveau le Totopotomoy Creek, mais constate que la ligne de défense confédérée se tient fermement derrière le lit du ruisseau. Grant réalise que la solidité de la position confédérée signifie qu'une autre impasse est à portée de main. Il commence à mettre en mouvement son armée vers le sud, vers Cold Harbor, dans la nuit du 31 mai.

## Préservation du champ de bataille
Le Richmond National Battlefield Park possède et entretient 124 acres (0,5 km2) de Shelton House jusqu'aux rives du Totopotomoy Creek, la zone sur laquelle le IIe corps d'armée a attaqué le 30 et le 31 mai. Le site est ouvert au public le 10 septembre 2011. L'association pour la préservation des vestiges de la Virginie possède 35 acres (0,14 km2) avec de vastes travaux de terrassement autour de Bethesda Church.